# سایکای، ناگاساکی
سایکای در استان ناگازاکی در کشور ژاپن جای دارد که دارای جمعیت ۳۲٬۷۳۷ نفر و مساحت ۲۴۱٫۹۵ کیلومتر مربع با تراکم جمعیت ۱۳۵  نفر در کیلومترمربع است و در تاریخ ۱ آوریل ۲۰۰۵ به عنوان شهر شناخته شد.